# Culture du football américain
Le football américain ou simplement football, crée une culture spécifique avec ses codes, son vocabulaire, ses rites et ses traditions. Ce sport est vécu comme une religion aux États-Unis, quel que soit le championnat, du niveau High School jusqu'à la National Football League (NFL) en passant par le championnat universitaire NCAA.
La présente page tente de vous décrire ce qu'est la culture du football américain.

## Origines
L'histoire du football américain est liée à l'histoire du rugby. Les deux jeux ont leur origine au Royaume-Uni. Le football américain résulte de plusieurs divergences majeures du rugby, notamment les changements de règles instituées par Walter Camp, considéré comme le « père du football américain ». La différence majeure est dans l'introduction de la passe en avant. Le sport voit sa popularité augmenter dans les universités américaines jusque dans les années 1920. À partir de cette époque, des ligues professionnelles se forment dont la NFL. Le succès se situe d'abord dans les villes industrielles du Midwest des États-Unis, puis dans le sud profond pour enfin devenir un phénomène national, qui relègue dès les années 1970 le baseball à la seconde place des sports favoris des américains.

## La culture du jeu
Au football américain on peut distinguer deux écoles :
- les professionnels à travers essentiellement la NFL et quelques autres ligues mineures ;
- les universitaires  à travers les championnats de College Football de la NCAA.

Pourtant dans les deux cas, à quelques nuances près, ils pratiquent le même sport. Néanmoins, chaque branche possède son histoire, ses traditions et donc sa culture.
Le jeu universitaire est plus varié, les philosophies de jeu sont différentes et nombreuses en fonctions des universités et de leur histoire. De plus, les athlètes sont jeunes et donc en cours de formation. Les règles sont également plus souples, le tout favorisant un jeu créatif et spectaculaire. La NFL, elle, fait la part belle à la puissance physique et la vitesse. Le jeu développé y est plus classique, les jeux feintés plus rares. Le football y est donc plus conservateur, l'objectif premier étant la victoire.
Cela explique que les besoins, les rôles et les gabarits des joueurs y soient différents. Les professionnels sont souvent plus lourds et plus grands. Il est courant qu'un universitaire change de poste en arrivant chez les pros. Les quarterbacks universitaires sont souvent également des coureurs, ce qui est plus rare en NFL où le jeu du quarterback est essentiellement orienté vers le jeu de passe. Un des meilleurs exemples est Tim Tebow lequel connut une grande carrière universitaire. En 2007, il remporte le Trophée Heisman, prix récompensant le meilleur joueur de la saison universitaire. Il remporte également les championnats NCAA 2007 et 2009 avec les Gators de la Floride. Cependant en NFL, son parcours est beaucoup plus chaotique du fait de son profil de quarterback coureur plutôt que passeur, n'étant désigné titulaire que pour 18 matchs (dont deux de phase finale) au cours de ses trois seules saisons.
Cependant, les différences majeures se trouvent dans l'organisation et le statut des joueurs. En NFL, les joueurs sont des salariés, les étudiants eux, en très grande majorité, bénéficient bourses sportives (scholarships en anglais - cfr. article sur les Scholarships en Division I NCAA) et leur rémunération était interdite par la NCAA jusqu'en 2021 (voir: Les étudiants athlètes et le NIL). Pourtant, ils font un sport de haut niveau avec des entraînements et des matches toutes les semaines comme les pros (cfr. article sur les étudiants athlètes).
Enfin, dans le College Football, le nombre d'entraîneurs par équipe est plus limité et l'obligation d'avoir un étudiant intégré dans l'encadrement technique. Ainsi, le staff technique se compose d'une dizaine de personnes pour des effectifs pouvant atteindre un maximum 105 athlètes. Chez les pros, l'encadrement se situe entre quinze et vingt personnes pour un effectif de 70 athlètes en avant saison et de 53 joueurs dès le début de la saison.

## Des premiers pas à laHigh School
Le football américain peut être pratiqué très tôt, dès l'âge de quatre ou cinq ans. Dans le langage courant, on parle de « Pee Wee Football » aussi bien au Canada qu'aux États-Unis pour faire référence aux catégories réservées aux plus petits. Évidemment, à cet âge le contact est presque absent et ces jeunes pratiquent le plus souvent une version moins dangereuse du football américain appelé flag football. Dans cette version, les plaquages sont interdits et le but du jeu consiste simplement à arracher un petit mouchoir (flag en anglais) pour arrêter les actions.

### Pop Warner Little Scholars
La plus importante organisation est la Pop Warner Little Scholars (également appelé Pop Warner ou Pop Warner Football). Il s'agit d'une association à but non lucratif qui offre la possibilité aux jeunes enfants de pratiquer ce sport. L'association gère également des programmes de cheerleading (pom pom girl) et de danse dans 43 États américains et à travers le monde.
À l'image des sports de combats, les catégories sont déterminées en fonction  de l'âge et du poids des enfants. Au-delà d'un certain poids, l'enfant intègre la catégorie supérieur, mais il peut descendre de catégorie s'il est trop léger. Les équipes peuvent être mixtes jusqu'à un certain âge. Le respect de l'intégrité physique et des règles de sécurité sont fondamentales. La Pop Warner Little Scholars possède un système de catégories allant de 4 à 16 ans et 16 kg à 88 kg. Une fois adolescent, les jeunes passent au niveau supérieur et jouent en High School.

### High School Football
En Amérique du Nord, le High School Football (parfois appelé prep football ou preps football) est équivalent à la catégorie d'âge des étudiants lycéens en France, de l'école secondaire de cycle supérieur en Belgique ou du degré secondaire II en Suisse. Les compétitions sont gérées par la National Federation of State High School Associations (NFHS) aux États-Unis à l’exception des États du Texas et du Massachusetts. Les règles, le nombre et le format des matchs varient entre d'un État à l'autre. Il n’existe pas de titre national officiel, cependant des titres peuvent être décernés au niveau de l'État ou au niveau régional.

## Recrutement universitaire
Le recrutement s'étend sur les deux dernières années (junior et senior) de High School, la NCAA encadre strictement ce processus, avec des périodes de contact restreint entre les recruteurs et les lycéens. Les meilleurs espoirs sont alors observés et évalués par les recruteurs universitaires. Il existe des médias spécialisés comme Rivals ou encore ESPN qui donnent des notes à chaque athlète. Le système est basé sur une note de 1 à 5 étoiles pour chaque prospect. Certains camps et matchs sont organisés sur invitation et permettent aux meilleurs jeunes du pays de se rassembler offrant une grande exposition comme par exemple lors du All-American Bowl entre autres.
Les universités ont toutes leurs propres recruteurs. Ils sont chargés de superviser et évaluer les prospects via des vidéos, des rapports de scouts ou en assistant à des matches en personne. Les jeunes athlètes peuvent alors être amener à faire des visites sur les campus des facs afin de rencontrer le staff ou des étudiants athlètes, seules les visites officielles sont financées par les universités. Un prospect peut alors donner un accord verbal à un programme à tout moment, mais cet engagement n'est pas définitif. Il faut également souligner qu'un prospect ne sera admis à l'université que sous certaines conditions, notamment académiques (voir Junior College). 
La Letter of intent ou lettre d'intention était un moment important dans le recrutement, elle marquait la première étape de la signature d'un espoir, mais elle fut supprimée par la NCAA en 2024. Aujourd'hui, le National Signing Day, est dernière étape officielle d'engagement définitif des prospects envers leurs universités.
Le recrutement a connue une évolution importante depuis l'introduction du portail des transferts et du NIL (voir ci-contre « Portail des transferts » et « Les étudiants athlètes et le NIL »). Désormais, les universités courtisent les étudiants athlètes des autres universités lors de chaque fenêtre de transfert.

## Organisations sportives universitaires
Il existe en Amérique du Nord plusieurs associations universitaires, organisant des compétitions sportives masculines et féminines pour les étudiants athlètes dans de nombreux sports. Trois entités se démarquent dans le football américain.
La National Collegiate Athletic Association ou NCAA, la plus grande et plus puissante association. L'élite des grands universités américaines y sont affiliées. C'est par conséquent le réservoir des futurs athlètes qui se présenteront aux drafts des ligues professionnelles des États-Unis.
La National Association of Intercollegiate Athletics ou NAIA, regroupe des petits colleges et universités américaines et, depuis 1972, quelques institutions canadiennes. Aujourd'hui, la NAIA revendique plus de 65 000 étudiants athlètes avec un cycle académique complet de quatre ans.
La National Junior College Athletic Association ou NJCAA, regroupe également des petits colleges (Junior College) et universités américaines, mais leur cycle académique n'est que de deux ans. Pour un futur athlète de haut niveau, c'est une première étape avant une grande université ou au contraire l'occasion de rebondir après un échec en NCAA.
L'élite du sport universitaire se situe clairement en NCAA, sur le plan sportif évidemment, mais également en terme académique, économique et médiatique. Pour ces raisons les conditions d'accès y sont beaucoup plus strictes notamment pour l'obtention d'une bourse d'études. La NAIA ou NJCAA sont plus accessibles en termes de critères académiques et boursiers.

## Junior College
Dans le cas où un étudiant n'a pas de résultats scolaires suffisants, il peut être refusé (non recruté) par les universités. Ces élèves doivent alors intégrer un Junior College (collège communautaire aux États-Unis). Ces institutions proposent des formations académiques mais également sportives d'un cycle de deux ans. Par la suite, les étudiants surnommés « Jucos » (contraction de Junior College) ont la possibilité de rejoindre une université ou un college.
Certains étudiants peuvent être écartés des grandes facultés pour des diverses raisons (problèmes judiciaires, disciplinaires, scolaires ou autres). Ils sont alors contraints de jouer en Junior College. Last Chance U, la série documentaire américaine produite par Netflix raconte comment d'anciens étudiants de grandes universités ont reçu une seconde chance dans les niveaux inférieurs.
Cam Newton en est un exemple. Après avoir été transféré des Gators de la Floride, il joue une saison pour le Blinn College en Junior College et remporte le championnat national NJCAA (National Junior College Athletic Association). Il retourne la saison suivante en NCAA chez les Tigers d'Auburn et remporte le championnat universitaire avant de rejoindre finalement la NFL.
Aaron Rodgers par manque de propositions des grandes universités après le lycée, joue une saison pour le Butte College d'Oroville avant d’être recruté par l'université de Californie à Berkeley.
Le passage par un Junior College ou « JuCo » a un impact sur le statut de l'étudiant athlète une fois qu'il rejoint la NCAA. (voir l'article sur les statuts des étudiants athlètes en NCAA). Le cycle complet de deux ans en « JuCo », implique qu'il ne reste à l'étudiant athlète que deux saisons d'éligibilité sur les quatre possibles et s'il n'y reste qu'une saison, alors il lui en restera trois.
Aujourd'hui, certains Junior Colleges sont perçus, essentiellement en basketball et en football américain, comme des incubateurs pour jeunes athlètes n'ayant pas le niveau scolaire nécessaire pour intégrer directement une grande Université ou un College.

## College Football

### Avant le match

#### Dans les universités américaines

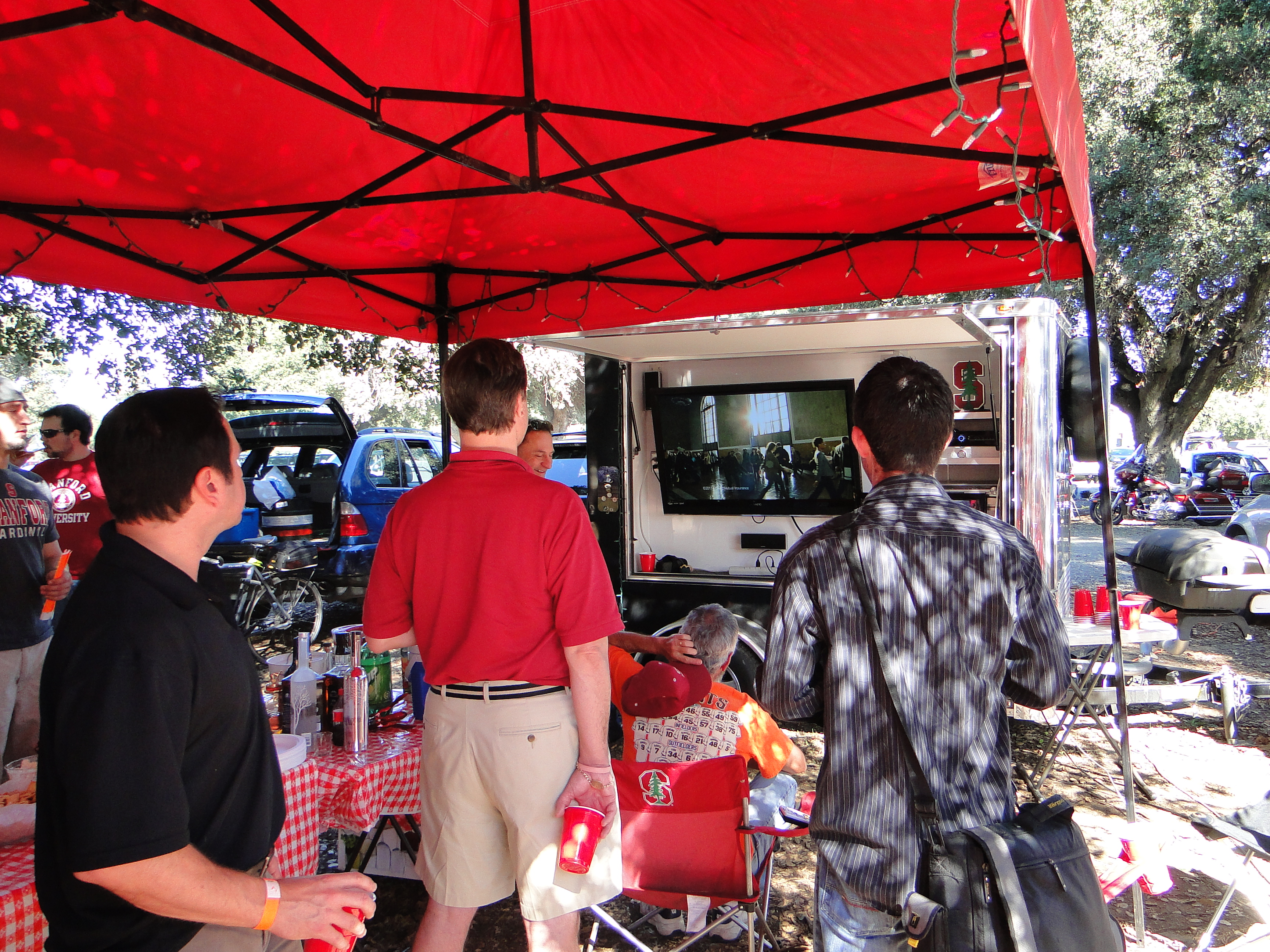
Avant le match de football américain à l'Université Stanford

Un match universitaire est précédé par un grand rassemblement (« tailgating » en anglais) au sein de la ville où se trouve le campus. En général, les familles viennent soutenir leur équipe universitaire et participent à une grande fête regroupant la communauté de leur ville. De grands camping-cars familiaux et de grandes télévisions sont installés autour du stade. Les jeunes étudiants y installent des jeux et des barbecues. L'alcool est toléré dans une zone stricte de l'université et des parkings puisqu'il est interdit d'en consommer dans l'enceinte du stade et sur le campus, l'alcool étant interdit aux moins de 21 ans aux États-Unis.

### Stades, traditions et le show

#### Enceintes gigantesques
Les stades utilisés par les équipes universitaires de football américain sont souvent des enceintes de très grande capacité dont certaines sont parmi les plus permissives au monde. Cela s'explique par la quasi absence de normes concernant les places assises où les spectateurs s'assoient sur des bancs et non sur des sièges individuels réglementés comme dans les ligues majeures nord-américaines ou européennes.
Parmi la centaine de programmes évoluant en NCAA Division I Football Bowl Subdivision, 20 évoluent dans des stades de plus de 80 000 places. Bien que rénovés régulièrement, la plupart des stades ont plus de 50 ans et ne correspondent pas aux normes de confort et de sécurité des enceintes modernes de la NFL. (voir l'article sur les stades de football américain universitaire).
Le public des matchs de la NCAA est principalement composé de jeunes et d'étudiants, le reste du public étant essentiellement issu des classes sociales modestes de la région et des villes autour des campus. Au contraire de la NFL, même si la ligue reste populaire, le prix des places pour les matchs sont relativement élevées.

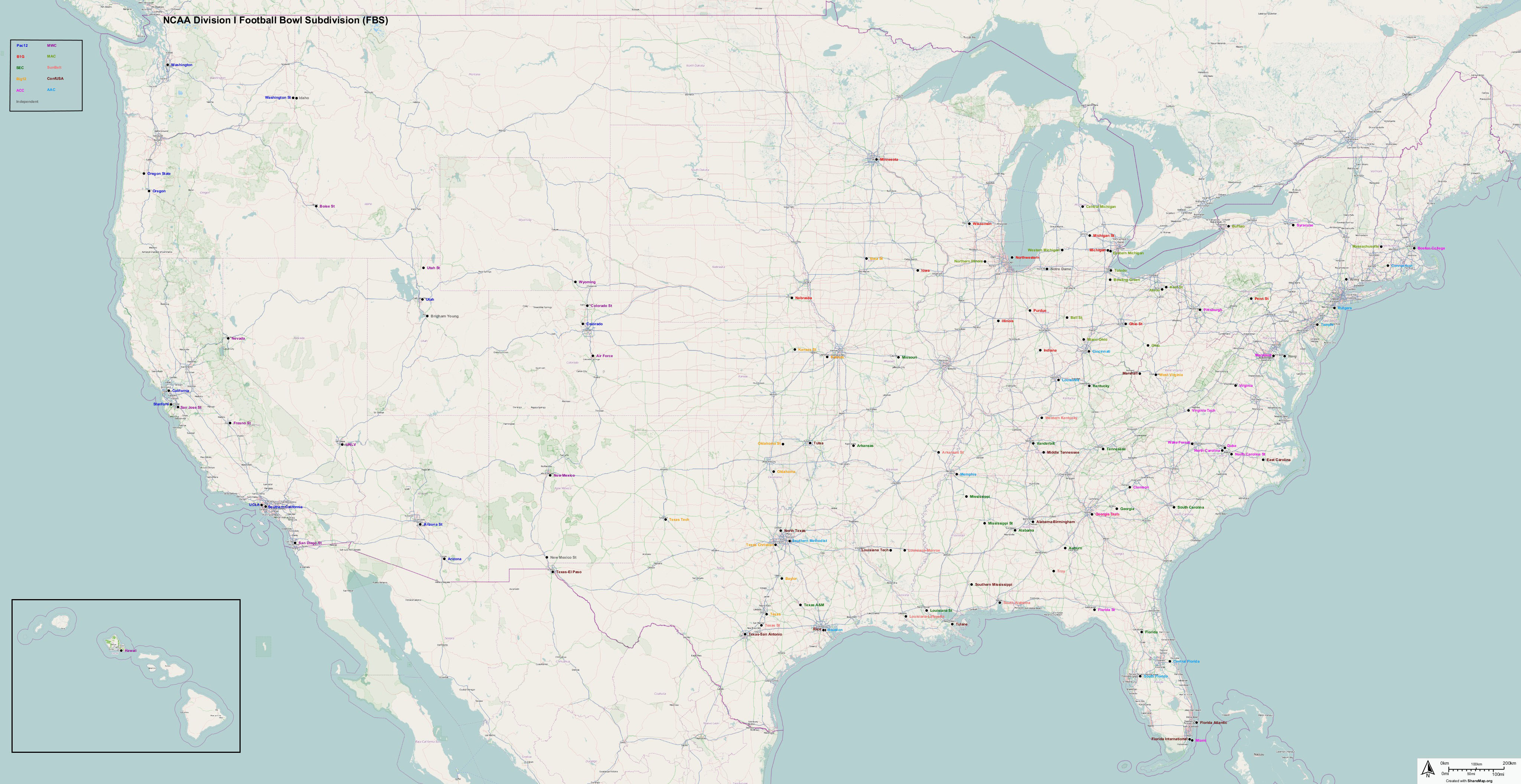
Répartition géographique des programmes de football américain NCAA FBS (D1) en 2013

Les franchises NFL sont installées au sein ou en périphérie de grandes villes avec de grosses retombées commerciales et économiques, ce qui n'est pas le cas en NCAA. Le sud profond des États-Unis constitue l'un bastion du sport universitaire et beaucoup d'équipes y sont basées. Cette zone est quasiment délaissée par le football américain et les autres sports professionnels probablement parce qu'elle est une des régions la plus pauvre des États-Unis (voir l'article sur le popularité du football américain).

#### Entre traditions et folklores
Les universités se distinguent notamment par l'entrée et la présentation des équipes lors des rencontres à domicile. Certaines traditions trouvent leur sources dans l'histoire de l'institution ou de leur région bien que certaines tiennent plus du folklore.
Ainsi à Florida State, le coup d'envoi est donné par un Séminole à cheval (représentation du chef Séminole Osceola) tenant une lance en feu,. Cette tradition célèbre l’héritage du peuple Séminole originaire de la région. À USC, un soldat Troyen sur un cheval blanc est présent à chaque début de rencontre. Pour l'Université du Colorado, avant chaque match, un bison de 220 kg (prénommé Ralphie) traverse le terrain sous la surveillance de plusieurs dresseurs. Les Broncos de Boise State ont eux pour particularité d'évoluer sur un terrain de couleur bleu.

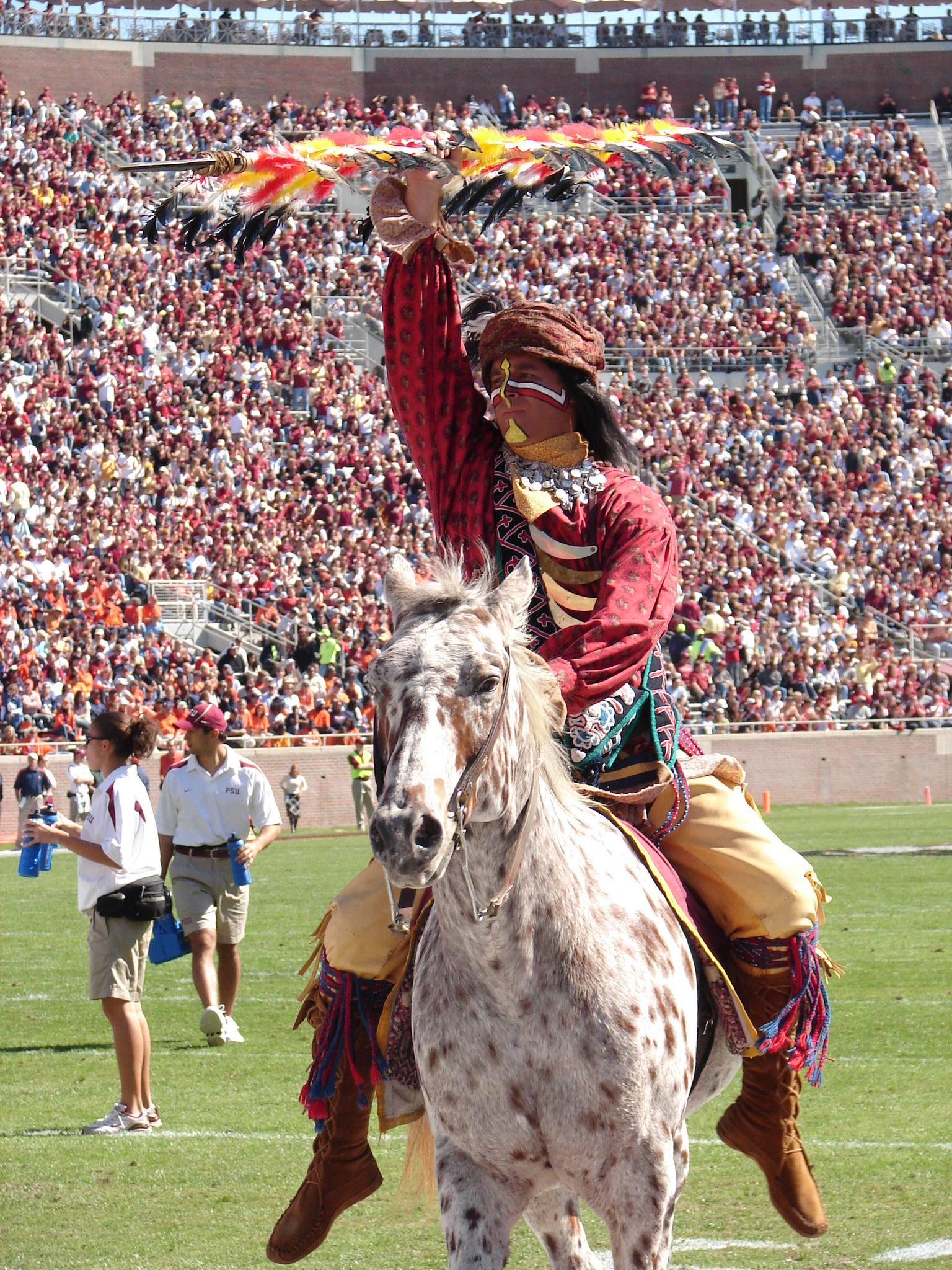
Chef Oscela tenant une lance avant le match
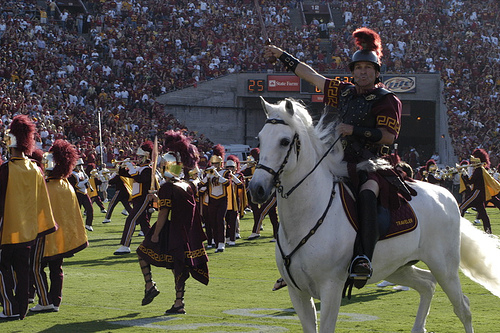
Soldat troyen sur Traveler, le cheval blanc d'USC
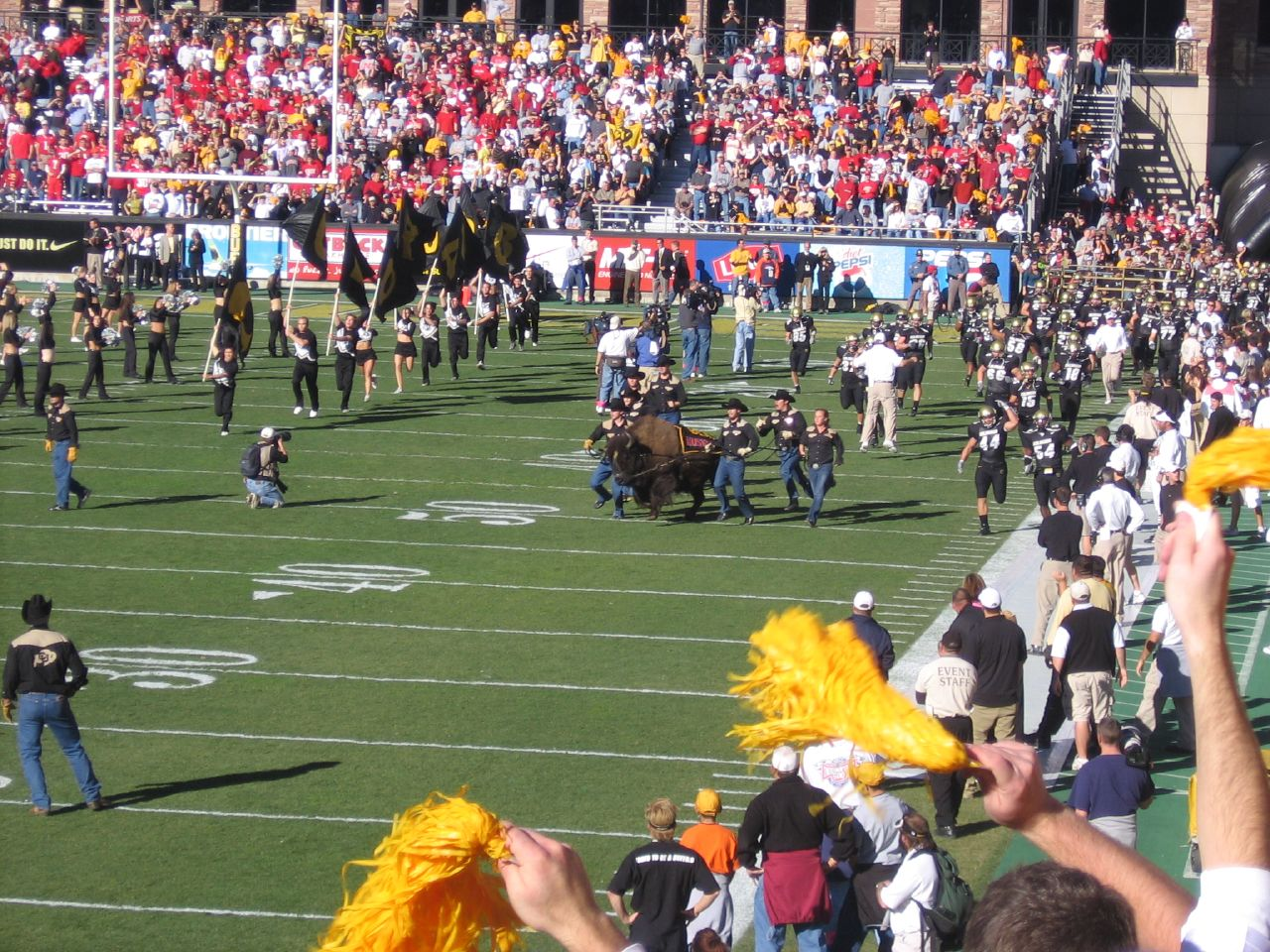
Ralphie, le bison faisant son entrée
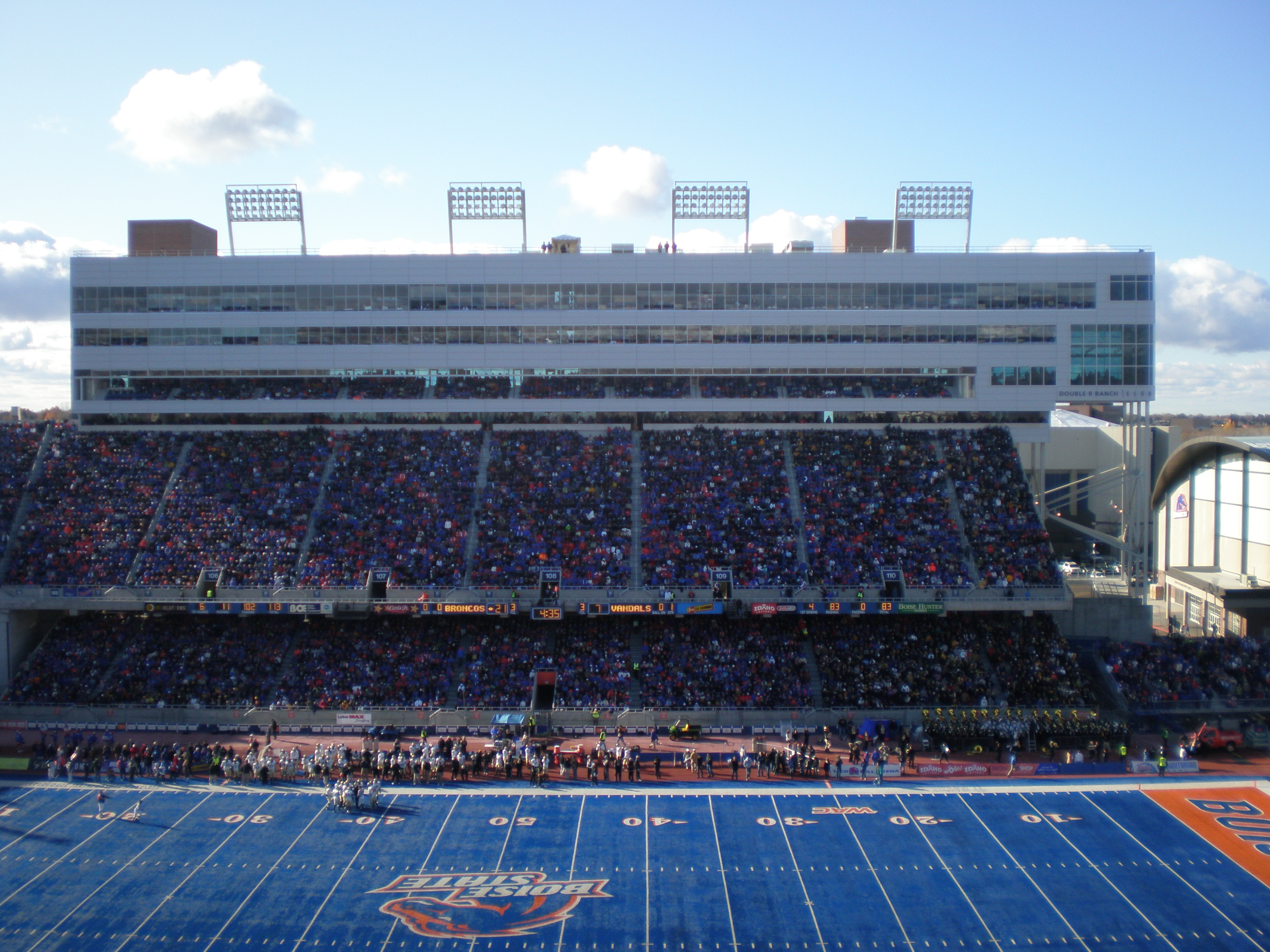
Le terrain bleu de Boise State

L'autre grande tradition est la fanfare (« Marching Band » en anglais). Les premières fanfares remontent au début du XXe siècle. Leurs rôles n'est pas uniquement musical mais est il leur revient d'encourager l'équipe à travers les « Fight Song ». La fanfare possède une identité, des costumes aux couleurs de l'université et une tribune lui est réservée durant les matchs. Enfin, les « Marching Band » sont aussi réputées pour leurs spectacles. Tout en jouant de la musique, elles effectuent des chorégraphies spectaculaires en étant accompagnées de majorettes et de porteurs de drapeaux.

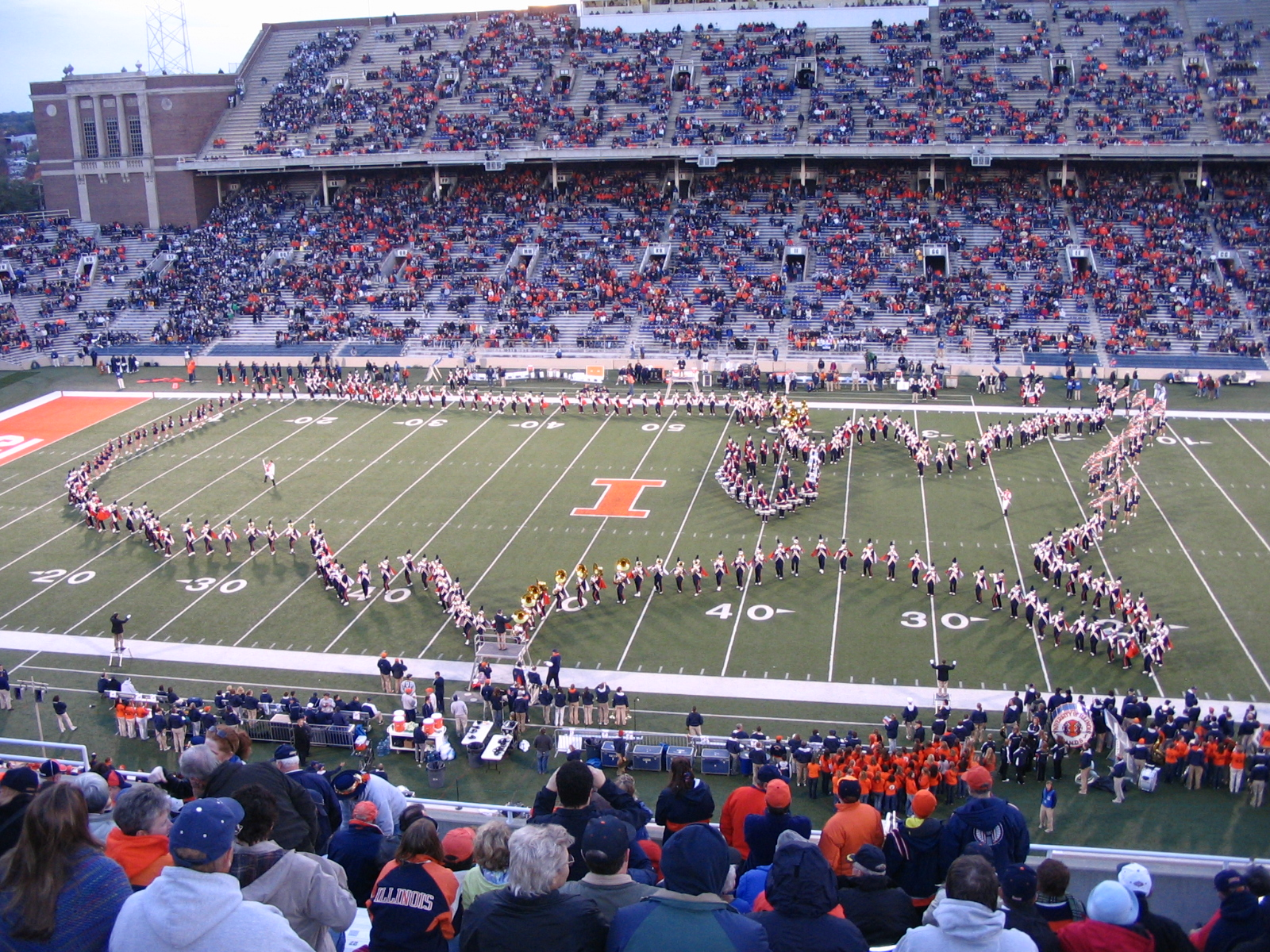
Marching Band de l'Université de l'Illinois formant le contour des États-Unis
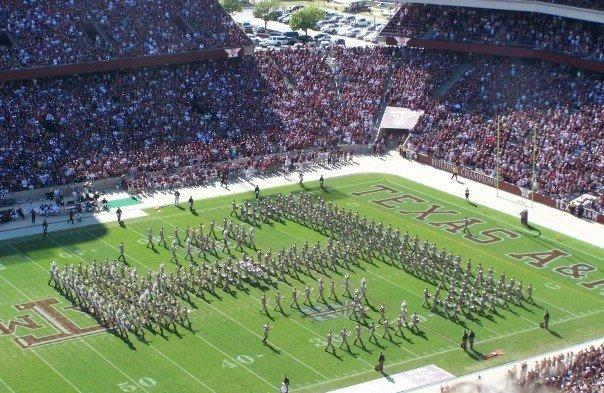
Fanfare des Texas A&M exécutant le « aTm » de l'université
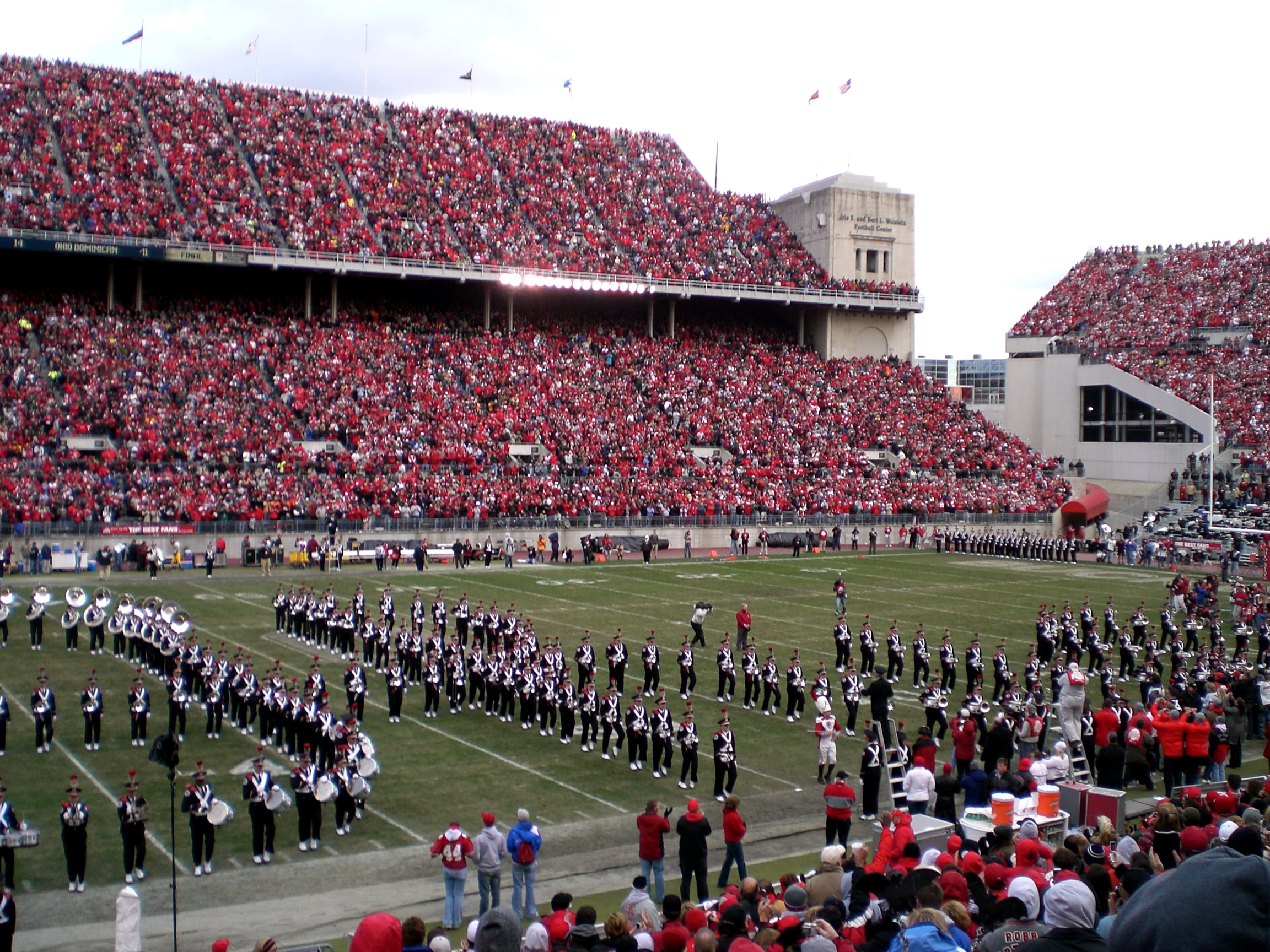
Ohio State Marching Band

Les mascottes sont présentes au bord des terrains, et participent au folklore des rencontres. Elles peuvent être des personnages costumés et parfois des animaux vivants.

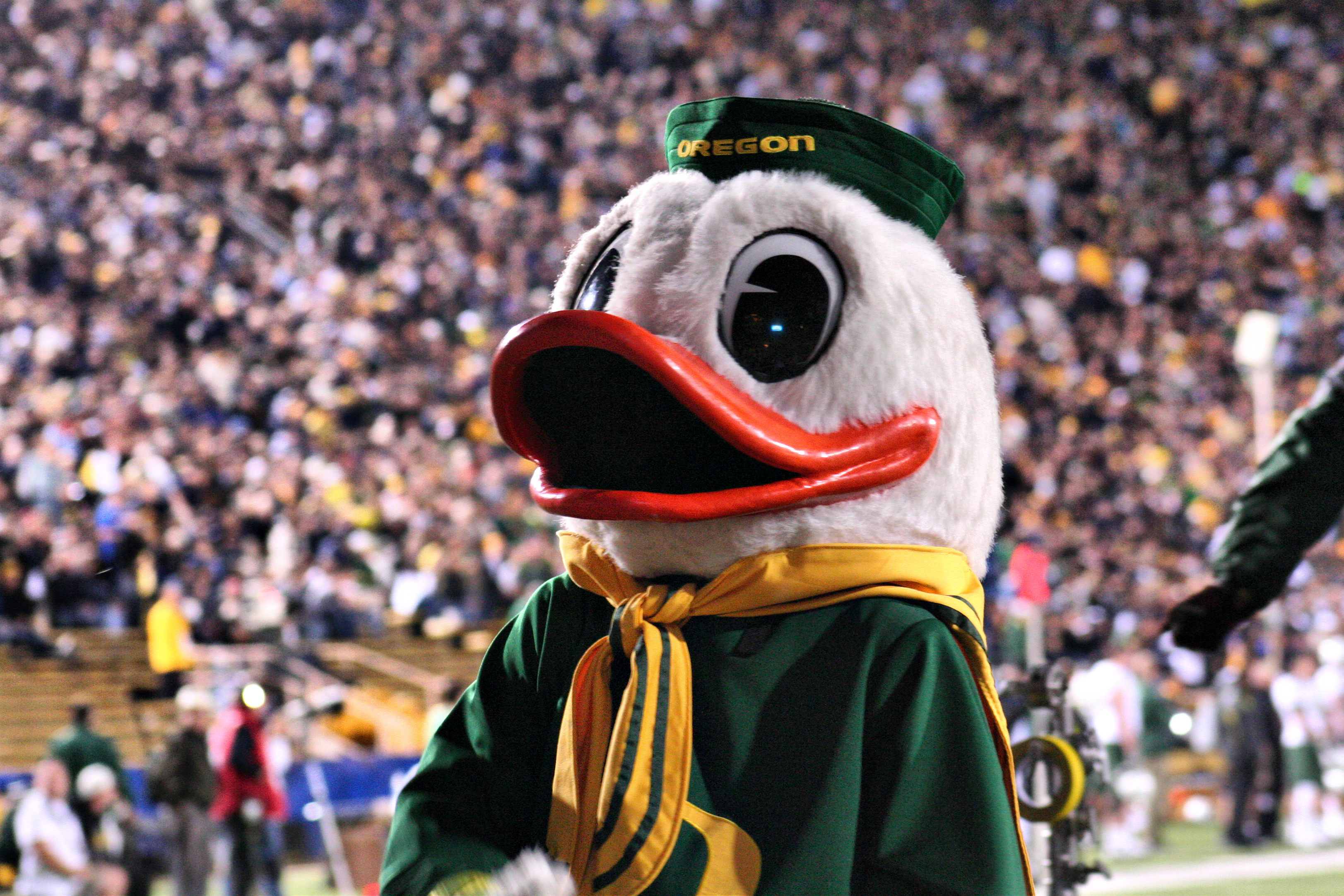
The Oregon Duck mascotte des Ducks d'Oregon
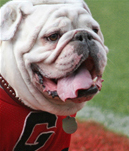
Uga VI, mascotte officielle des Georgia Bulldogs de 1981–1990

Les « Helmet Stickers » sont des petits autocollants apposés sur le casque des joueurs. Ils sont la marque de l'excellence sportive, académique, individuelle ou collective. Les stickers de Florida State représentent des tomahawks, ou encore des feuilles de marronnier (buckeye en anglais) pour Ohio State. Leur nombre est généralement fonction du nombre de rencontres jouées.

### Les étudiants athlètes
Le championnat NCAA de football américain a longtemps été strictement amateur, bien que le niveau de jeu y soit particulièrement élevé. Au sein des grandes universités, les étudiants athlètes sont équipés et s’entraînent comme des professionnels. Cependant, le principe d'amateurisme fut imposé par la NCAA, interdisait toute forme de rémunération aux étudiants athlètes jusqu'en 2021. Aucune rémunération directe, mais la majorité des étudiants accédait à l'université par des bourses (scholarship en anglais). Une bourse finançant une année d'études, hors de porté de la plupart des étudiants athlètes, pour des raisons financières. Le système permettait aux moins fortunés d'accéder à l'université, mais le plus souvent dans le seul espoir d'être remarqué et puis drafté par la NFL, les études étant au second plan. Les enjeux économiques étaient trop importants, les étudiants athlètes stars et les universités en étaient les grands gagnants, tandis que la très grande majorité des étudiants athlètes vivaient dans une situation précaire.

#### Les scandales
De nombreux scandales ont éclatés impliquant des étudiants athlètes rémunérés pour jouer au cours de l'histoire du football américain universitaire.
Le programme de football américain des Mustangs de SMU est sanctionné de la Death Penalty (peine de mort), une des sanctions les plus sévères de l'histoire de la NCAA. SMU était au cœur d'un scandale de violations massives et répétées des règlements de la NCAA entre la fin des années 1970 et milieu des années 1980. L'université avait construit un programme de football américain performant à travers un système de caisses noires servant à rémunérer les joueurs et leurs familles. SMU fut banni du championnat durant toute la saison 1987, cette affaire a profondément terni l'image de SMU. Les Mustangs ne participeront de nouveau à un bowl qu'en 2009 et ne remporteront un autre titre de conférence qu'en 2023.
En 2005, les Trojans de l'USC de Reggie Bush alors vainqueur du trophée Heisman est accusé d'avoir bénéficié ainsi que des membres de sa famille d'avantages financiers par des agents. Le trophée Heisman lui est alors retiré en 2010, toutefois, Reggie se le voit restituer en 2024. La NCAA sanctionne USC de quatre ans probation et la perte de bourses pour les étudiants athlètes. Enfin, elle est contraint de laisser vacants les saisons 2004 dont le titre de champion national et la saison 2005.

#### Changement de statuts et le NIL
La question de la non rémunération des étudiants athlètes change quand l'État de Californie fait passer une loi en septembre 2019, donnant le droit aux étudiants athlètes de jouir de leurs droits d'image ou encore d'être représenté par un agent dès 2023. Les règles de la NCAA en vigueur sanctionnaient tout étudiant athlète tirant des revenus de leurs droits d'image par la perte de leur bourse et leur éligibilité sportive. Par la suite, une décision à l'unanimité de la Cour suprême des États-Unis du 21 juin 2021, statuant contre la NCAA sur sa position de monopole (« Antitrust »), confirme que la NCAA n'est pas en autorité d'imposer des restrictions sur l’indemnisation ou la rémunération des étudiants athlètes.
Par conséquent, la NCAA a été contrainte de retirer ce même principe d'amateurisme en place depuis sa création. Dès lors, depuis le 1er juillet 2021, les étudiants athlètes peuvent être rémunérés en vertu de leur nom, de leur image ou de toute forme de ressemblance (en anglais NIL abréviation de Name, Image and Likeness). Les athlètes étudiants peuvent désormais conserver leur bourse et leur éligibilité sportive, en plus des revenus potentiels provenant de leurs droits à l'image.
Les règles et l'application du NIL restent cependant floues comme le démontre le cas du quarterback Matthew Sluka, lequel annonce son retrait du programme des Rebels de l'UNLV après seulement 3 matchs de saison régulière, Sluka dénonçant des promesses de rémunérations liées au NIL non respectées, ce que l'université a formellement démenti.
En juin 2025, dans le cadre de l'action collective « House vs NCAA », la juge fédérale, Claudia Wilken, autorise les universités à rémunérer directement leurs étudiants athlètes. Applicable dès le 1er juillet 2025, les universités de l'élite (FBS) peuvent avoir une masse salariale allant jusqu'à 20,5 millions de dollars par an pour l'ensemble de leurs étudiants athlètes, ce qui constitue un changement majeur de leur statut lesquels deviennent désormais et de facto salariés de leur université.

#### Portail des transferts
Un effet du NIL est la place grandissante du NCAA transfer portal (en français, portail NCAA des transferts). Ce portail, crée en 2018, a pour but de faciliter le transfert des étudiants athlètes entre universités. Aujourd'hui, il fait plus office de « mercato ». La NCAA a fixé deux fenêtres annuelles de transferts, une en décembre et l'autre en avril. Le recrutement universitaire passe désormais par ce portail, à la fois pour les étudiants athlètes en manque de temps de jeu et voulant se relancer, mais aussi pour les talents qui voient une meilleure opportunité ailleurs à la fois sur le plan sportif mais aussi financier.
Le portail des transferts n'est pas aligné avec le calendrier de la saison de College Football, mais bien avec le calendrier académique, ce qui conduit à des situations incongrues. Lors des bowls de la saison 2024, le programme de Marshall renonce à l'Independence Bowl en raison de l'exode de 25 joueurs sur le portail des transferts après le départ de leur entraineur principal. De manière plus générale, la valeur des bowls également est impactée. Si un programme n'est pas qualifié pour un bowl majeur ou les playoffs, l'intérêt pour un étudiant athlète de jouer ce type de rencontre est faible. Face aux risques de blessures, beaucoup étudiants athlètes préfèrent opt-out : c'est-à-dire de ne plus jouer jusqu'à la saison prochaine, ou bien viser un transfert vers une autre université ou encore se présenter à la draft NFL.

### Rivalités
Les rivalités en football américain universitaire sont nombreuses et surtout anciennes. L'antagonisme est souvent exacerbé quand les formations viennent du même État.
Certains confrontations entre même équipes ont lieu depuis plus d'un siècle, la plus ancienne étant celle entre Michigan et Notre Dame dont le premier des 44 matchs a eu lieu en 1887.
Voici une liste non exhaustive de rivalités universitaires :
- L'Army-Navy Game, match de rivalité entre l'Army et la Navy ;
- Le Bedlam Series , match de rivalité entre Oklahoma et Oklahoma State ;
- Le Commander in Chief's Trophy, compétition et trophée récompensant le vainqueur des rencontres entre l'Air Force, l'Army et la Navy ;
- L'Iron Bowl, surnom de la rivalité entre Alabama et Auburn ;
- La Red River Rivalry, rivalité entre Oklahoma et Texas qui se joue sur terrain neutre depuis 1929 au Cotton Bowl de Dallas ;
- La Civil War, ancien surnom de la rivalité entre Oregon et Oregon State ;
- The Game, surnom de la rivalité entre Ohio State et Michigan ;
- The Southwest Classic, match de rivalité entre Arkansas et Texas A&M ;
- La rivalité entre Florida et Florida State ;
- La rivalité entre Minnesota et Wisconsin, 133 confrontations depuis 1890 ;
- La rivalité entre Notre Dame et USC aussi appelée Battle for the Jeweled Shillelagh en référence au trophée remis depuis 1952.
- La rivalité entre l'université Brigham-Young et l'université d'État de l'Utah aussi dénommé "Holy War".

## La NFL

### Thanksgiving et Football américain
Le Thanksgiving est une tradition très forte aux États-Unis, les familles profitant de ce jour férie pour se réunir et regarder du football américain. La NFL a instauré depuis ses débuts des rencontres lors de ce jour de fête. Traditionnellement, les Lions de Détroit et les Cowboys de Dallas reçoivent depuis des décennies le jeudi de Thanksgiving. Depuis 2006, la NFL organise un troisième match mais cette fois avec une rotation pour l'équipe à domicile.

## Cinéma
We Are Marshall , Rédemption (en v.o. Gridiron Gang), L'Enfer du dimanche , Le Plus Beau des combats (en v.o. Remember the Titans), The Blind Side , Waterboy , Mi-temps au mitard (en v.o. The Longest Yard), Jeux de dupes (en v.o. Leatherheads), Friday Night Lights , Touchback .

## Documentaires
L'Envers du sport , 30 for 30, A Football Life, Hard Knocks.

## Séries
Ballers, Last Chance U, Friday Night Lights (série télévisée).

## Médias
ESPN et NFL Network

## Télévision
NFL
- Monday Night Football
- Super Bowl

NCAA
- College Football Championship Game
- College Football Playoff
- Bowl

## Jeux vidéo
Madden, NFL Street, ESPN NFL 2K et NCAA Football.

## Personnalités
Walter Camp, Vince Lombardi, Pop Warner